# Померанцев, Виктор Владимирович
Виктор Владимирович Померанцев (22 октября 1906, Воронеж — 6 сентября 1984, Ленинград) — советский учёный, теплофизик и энергетик; доктор технических наук, профессор, заслуженный деятель науки и техники РСФСР. Автор технологии НТВ-сжигания.

## Биография
Родился в октябре 1906 года.
После окончания Ленинградского политехнического института имени М. И. Калинина (ЛПИ, ныне Санкт-Петербургский политехнический университет Петра Великого) Померанцев начал научную и исследовательскую деятельность в Центральном котлотурбинном институте (ЦКТИ), ныне «Научно-производственное объединение по исследованию и проектированию энергетического оборудования им. И. И. Ползунова» в 1931 году, до 1950 года оставаясь его сотрудником.
Преподавая затем в ЛПИ, Померанцев продолжал работать в НПО ЦКТИ. С 1959 года в ЛПИ он возглавлял кафедру реакторо- и парогенераторостроения.
Виктором Померанцевым были сделаны фундаментальные открытия в области процессов горения и топочной техники, результатом одного из них явилось создание «топки скоростного горения ЦКТИ системы Померанцева». После войны под его руководством был создан и пущен в промышленную эксплуатацию в 1953 году энергохимический комплекс «Вахтан», на котором впервые в СССР было освоено получение из топлива перед его сжиганием ценных химических продуктов. Вместе с другими известными учёными института — М. А. Стыриковичем, Г. Н. Кружилиным, С. С. Кутателадзе — он был привлечен к исследованиям в области «Атомного проекта СССР».
Разработал способ низкотемпературной вихревой технологии сжигания топлива. В 1927—1934 годах принимал участие в составлении «Технической энциклопедии» в 26-и томах под редакцией Л. К. Мартенса, автор статей по тематике «железнодорожное дело».
Виктор Владимирович Померанцев скончался в 1984 году в Ленинграде. Похоронен на Богословском кладбище.